# Sources (sitio web)
Sources es un portal de información para periodistas, escritores independientes, editores, autores e investigadores, especialmente si están enfocados en recursos humanos: expertos y portavoces quienes están preparados para responder preguntas de los reporteros, o se disponen a ser entrevistados en los medios de comunicación. 
El sitio de internet de Sources, es un vocabulario indexado por sujeto que condensa más de 20,000 tópicos. Este vocabulario es sostenido por un sistema de “búsqueda inteligente”, el cual sugiere temas adicionales que ayuda a los reporteros a enfocarse en el objetivo de su búsqueda. Por ejemplo, si se busca “cáncer”, el sistema podrá sugerir como temas adicionales “quimioterapia”, melanoma”, “oncología”, “terapia con radiación”, “enfermedad causada por el tabaco” y “tumores”, además de otros tópicos que contienen la palabra “cáncer”. 
Cada enlace de referencia a un tópico lleva a los expertos y portavoces a determinado tema, con perfiles que describen su especialidad y son relevantes al abordar el asunto, además de presentar información adicional teles como números telefónicos y contactos relacionados. Sources incluye un listado de universidades e institutos de investigaciones científicas, organizaciones sin fines de lucro y organizaciones no gubernamentales (ONG), organismos gubernamentales y del público en general, negocios, individuos, entre los cuales pueden estar académicos, representantes públicos y consultores. 
Las palabras y menús búsqueda están siendo traducidos al francés, español y alemán, con el objetivo de hacer de Sources extenderse como fuente de información internacional. 
Sources fue fundado en 1977, con base en Canadá, como un directorio impreso para reporteros, editores, y reporteros de la noticia. Fue publicado primeramente como una revista con el nombre de Content, un suplemento con mucha influencia y controversial de temas de crítica periodística. Content fue creado por Dick MacDonald en 1970 y publicado por Barrie Zwicker después del deceso de MacDonald en 1974. En ese tiempo los periodistas laboraban sobre una visión muy reducida de los recursos y que representaban el mismo punto convencional para hacer sus historias. Según apunta el libro escrito por Zwicker y MacDonald, “The News: Inside the Canadian Media”, que había una “terrible similitud” en la cobertura de los medios de comunicación en muchos asuntos importantes, lo cual hacía que tomar noticias valiosas de otros, se perdiera en el proceso las perspectivas y las fuentes de información. 
Zwicker decidió hacer algo para solucionar este problema, y en el verano de 1977, la revista Content publicó su primer número, llamado Sources. Llamado “Un Directorio de Contactos para Editores y Reporteros en Canadá”, Sources listaba “oficiales de información, relacionistas públicos, relacionistas de medios de comunicación y personajes públicos; además de otros contactos para grupos, asociaciones, federaciones, sindicatos, grupos sociales, instituciones, fundaciones, industrias, compañías y oficinas de los ministerios a nivel municipal, provincial, federal, oficinas gubernamentales, agencias y burós.
Razonando acerca de Sources, Zwicker dijo que “Es un cliché que cada historia tiene dos lados. Es un cliché falso. Muchas historias tienen varios lados. El reto del reportero es excavar todos los lados de la historia. Sources puede ayudar”. Desde el inicio Zwciker vio a Sources como un servicio público, así como también una herramienta para los periodistas. Él decía que esta publicación debe “ayudar a promover un sistema equitativo de la noticia. Las fuentes de información son equivalente a otras necesidades básicas — por ejemplo: la vivienda, los alimentos, la salud. Todos deben tener un acceso razonable a ello”. “Por consiguiente”, el continuaba diciendo, “nosotros tratamos de proveer una verdadera diversidad: El acceso de las personas en organizaciones grandes y pequeñas, comerciales y no comerciales, con bajo o alto nivel tecnológico, establecidas por mucho tiempo o las recién formadas”.
Zwicker les decía a los usuarios que “en Sources encontrarían las informaciones más actuales, así como las alternativas. Algunos pueden considerar las alternativas como de un solo punto de vista, lo que no es muy cierto, más bien la consideran de segunda mano. En Sources “alternativo” es considerado diferente, considerado auténtico y sustancial, aun cuando normalmente sea menos accesible. Las sorpresas, las notas discordantes, los destellos de perspicacia, las escenas extrañas, las perlas de la sabiduría, los lamentos del corazón, la vanguardia, las noticias de mañana, las profecías, lo que no ha sido filtrado, lo excitante, lo innombrable en buena compañía, lo escandaloso, la censura…esto es lo “alternativo” que ofrecen los medios de comunicación. Sources incluye, mientras se pueda, los escritos alternativos. Nuestra filosofía es plenamente una democracia informativa activada por una tecnología fácil de usar. Asumimos que una fracción de los canadienses quieren expandir sus soluciones de búsqueda y profundizar su entendimiento, en vez de transmitir verbalmente el conocimiento, recién adquirido, unos a otros”.
Después de algunos años, Sources se hizo tan grande que ya no cabía en la publicación de Content (El directorio impreso que eventualmente creció a más de 500 páginas) y en 1981 se convirtió en una publicación independiente. Eventualmente Content canceló su publicación, pero Zwicker continuó muy devoto a la sección editorial en Sources, que cubría interesantes tópicos para los periodistas, que cubría tópicos prácticos como la gramática, estilos, indagaciones de los hechos, fotografía periodística, salarios de los periodistas y publicaciones independientes; llegando hasta presentar artículos del estado del periodismo y de los medios de comunicación, y también de reseñas de libros. En los inicios de los años 90, Sources comenzó a publicar artículos acerca de la investigación por internet, que era algo regular en el sitio de Dean’s Digital World, publicado por experto en informática Dean Tudor. 
En 1995 Sources comenzó a publicarse en la internet, y con ello también comenzó a expandirse; continuó su expansión publicando una edición impresa del directorio, primeramente en beneficio de los periodistas independientes, que usaban Sources como idea para sus historias; posteriormente la edición impresa se convirtió en una publicación digital en la internet. 
El sitio de internet de Sources un directorio separado de las organizaciones gubernamentales, nombres y números telefónicos de parlamentarios (Parliamentary Names & Numbers), un directorio de los medios de comunicación (Media Names & Numbers) y línea directa ([www.hotlink.ca The Sources Hotlink]); que presentan artículos acerca de las relaciones de los medios de comunicación y relaciones públicas. También contiene una sección de Fama y Fortuna, un directorio de condecoraciones, premiaciones y becas de estudio disponibles para los escritores y periodistas, y un portal de enlace para el Archivo de Información Compartida de Connexions, una compilación de documentos relacionados con la justicia social y alternativos. 
El sitio alberga Sources Select Resources, una extensa librería de artículos y reseñas acerca del periodismo y de los medios de comunicación, con más de 30 años de cobertura. Mientras que mucho del contenido se ha basado en el meollo de la escritura, edición e investigación, Sources también ha publicado regularmente artículos que han provocado controversia en tópicos como la censura y la parcialidad de los medios. Una de las campañas introducidas por Zwicker, y otros, desafiaba la ética de los periodistas que aceptaban regalos de la gente a las que ellos le daban cobertura. Eventualmente esta campaña llevó a los gerentes editores a acordar que sus periódicos no seguirían aceptando tickets gratis de las agencias de viajes, centros turísticos y hoteles. 
Una serie de artículos escritos por Zwicker, en “War, Peace, and the Media” (que luego fue compilada y publicada como un folleto), provocó el furor de los lectores, alterados por el criticismo de como los medios de comunicación cubren los hechos de la política internacional de los EE. UU. En la Carta del Editor de la edición posterior, Zwicker describió la situación como “una reacción que va desde elogios hasta una denuncia colérica”. El periódico Toronto Sun dedicó tres artículos a la serie. La columnista Claire Hoy “temblaba de rabia” y el editor Peter Worthington se sentía “ultrajado” e hizo un editorial denunciando a Zwicker. 
Entre otros artículos controversiales se incluía uno de Wendy Cukier, en las relaciones púublicas que rodeaban la legislación para el control de armas, que tenía con iracundos a los cabildeadores de armas. Ulli Diemer, quien en 1999 quedó como editor después de Zwicker, estuvo bajo el ataque del Fraser Institute por su artículo “Ten Health Care Myths: Understanding Canada’s Medicare Debate” (Diez Mitos del Cuidado de la Salud: Comprendiendo el Debate del Cuidado Médico en Canadá), en el cual argumentabaque los oponentes al sistema público de salud estaban propagando una desinformación diseñada para influirle temor y confundir al público.
Manteniendo su línea de fomento a la ampli diversidad de puntos de vista en los medios, Sources ha incluido, con el paso del tiempo, recursos adicionales para ayudar a organizaciones e individuos a hacerse escuchar. Esto incluye la apertura para los medios, de un calendario de eventos y un servicio de comunicados de prensa que los miembros de Sources puedan usarlo en la distribución de sus declaraciones y comunicados, vía internet y RSS (Really Simple Syndication). Las emisiones en el sitio de Sources, también están clasificadas por sujeto e integradas dentro de toda la estructura de búsqueda de información. 